# Wilhelmina Lagerholm

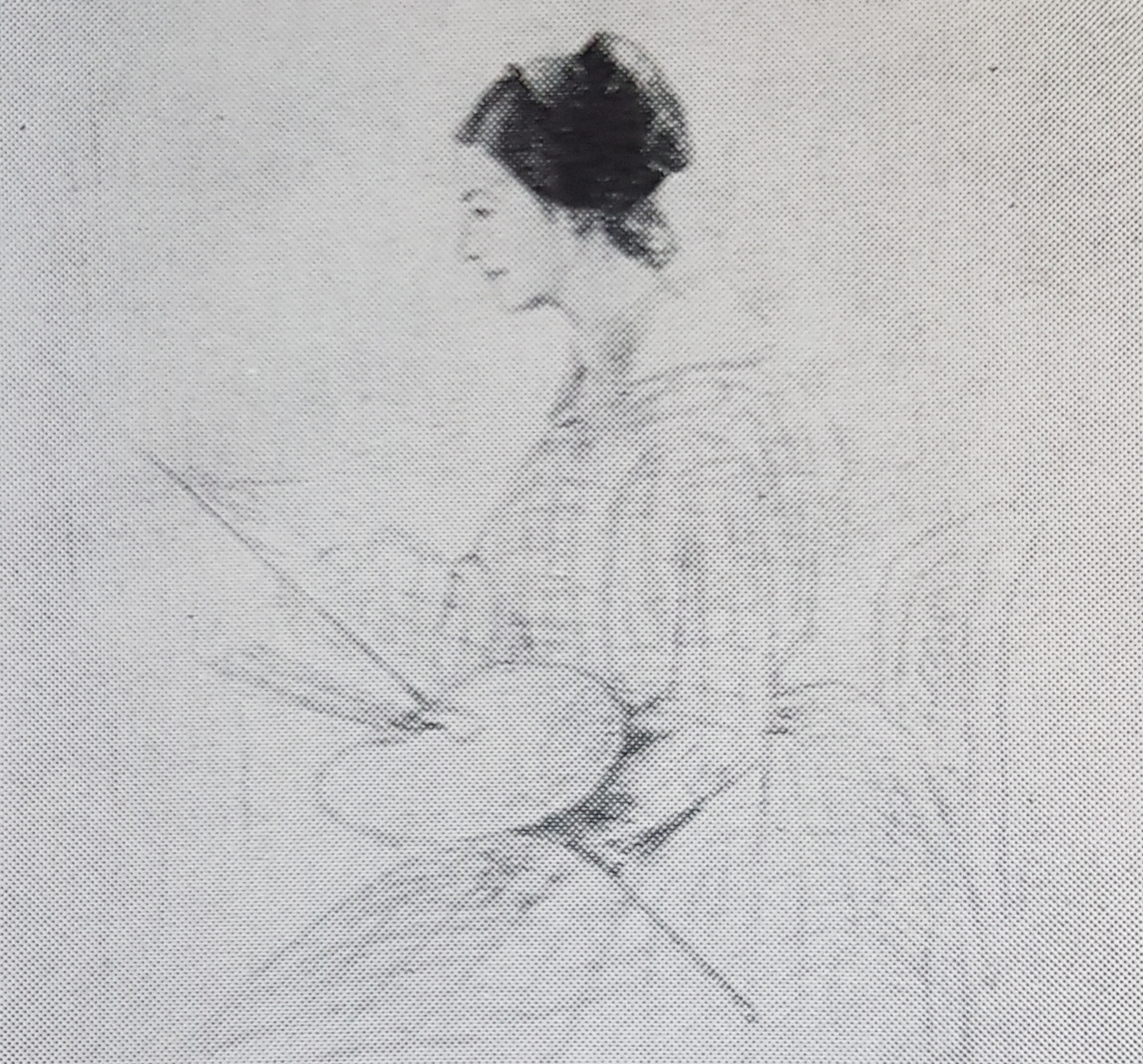
Wilhelmina Lagerholm av Maria Röhl, ungdomsporträtt.

Wilhelmina Catharina Lagerholm, född 25 mars 1826 i Örebro, död 19 juni 1917 i Stockholm, var en svensk målare, tecknare och en tidig professionell kvinnlig fotograf.

## Biografi
Wilhelmina Lagerholm var dotter till lantmätare Nils Lagerholm och hans fru Anna Elisabeth Ekman. 1850 kom hon till Stockholm där hon studerade vid Ringdahls ritskola. Hon upptäcktes av August Malmström som såg till att hon fick bli extraelev vid Konstakademien, som annars inte tillät kvinnliga elever. 1856 erhöll hon Konstakademiens stora resestipendium och vistades 1856–1859 i Paris där hon studerade måleri för Thomas Couture och Jean-Baptiste-Ange Tissier tillsammans med Uno Troili. Efter att ha studerat för Ferdinand Fagerlin i Düsseldorf återvände hon till Sverige.
Hon målade porträtt, men övergick senare till ett genremåleri med figurer i 1600-talskostymer. Ett känt verk är, En gammal historia, målad 1876.

### Fotograf
År 1862 valde hon att lägga penseln åt sidan, och öppnade i stället en fotografateljé i Örebro. Förmodligen var det genom Charles Reutlinger som hon lärt känna i Paris som hon introducerats i fotograferingskonsten. Från 1862 till 1871 arbetade hon som fotograf i Örebro. Från Örebro företog hon flera resor till såväl Düsseldorf för Karl Ferdinand Sohn, som till Paris som Köpenhamn för att studera fotografi. 1866 avled hennes far, och i samband med det planerade hon att sälja ateljén och flytta till Stockholm. Det blev dock inget av med det. 1869–1871 studerade hon måleri i Düsseldorf och befann sig då mer än halva året utomlands.

### Målare
År 1871 beslutade hon sig slutligen för att lämna Örebro och fotograferandet och i stället flytta till Stockholm. Där kom hon att bli mycket produktiv som porträtt- och genremålare. Av de genretavlor hon utförde i enlighet med tidsandan äger Nationalmuseum En gammal historia (1876) och Örebro läns museum Kung Märta och Malin Sture. Wilhelmina Lagerholm blev 1871 agré av Konstakademien i Stockholm. Hon ledde också en målarskola här.

### Död
Wilhelmina Lagerholm avled den 19 juni 1917 i Stockholm och ligger begraven på Nikolai kyrkogård i Örebro. Hon är ihågkommen som en av Sveriges tidigaste utbildade konstnärer och fotografer tillsammans med Emma Schenson i Uppsala, Hilda Sjölin i Malmö och Rosalie Sjöman i Stockholm.

## Representerad
- Nationalmuseum[14], En gammal historia 1876
- Uppsala universitetsbibliotek[15]
- Göteborgs konstmuseum[16]
- Nordiska museet[17]
- Armémuseum[18]
- Tekniska museet[19]
- Bohusläns museum[20]
- Västergötlands museum[21]
- Smålands museum[22]
- Järnvägsmuseet[23]
- Örebro läns museum[24]

## Bildgalleri av Wilhelmina Lagerholms porträtt och fotografier

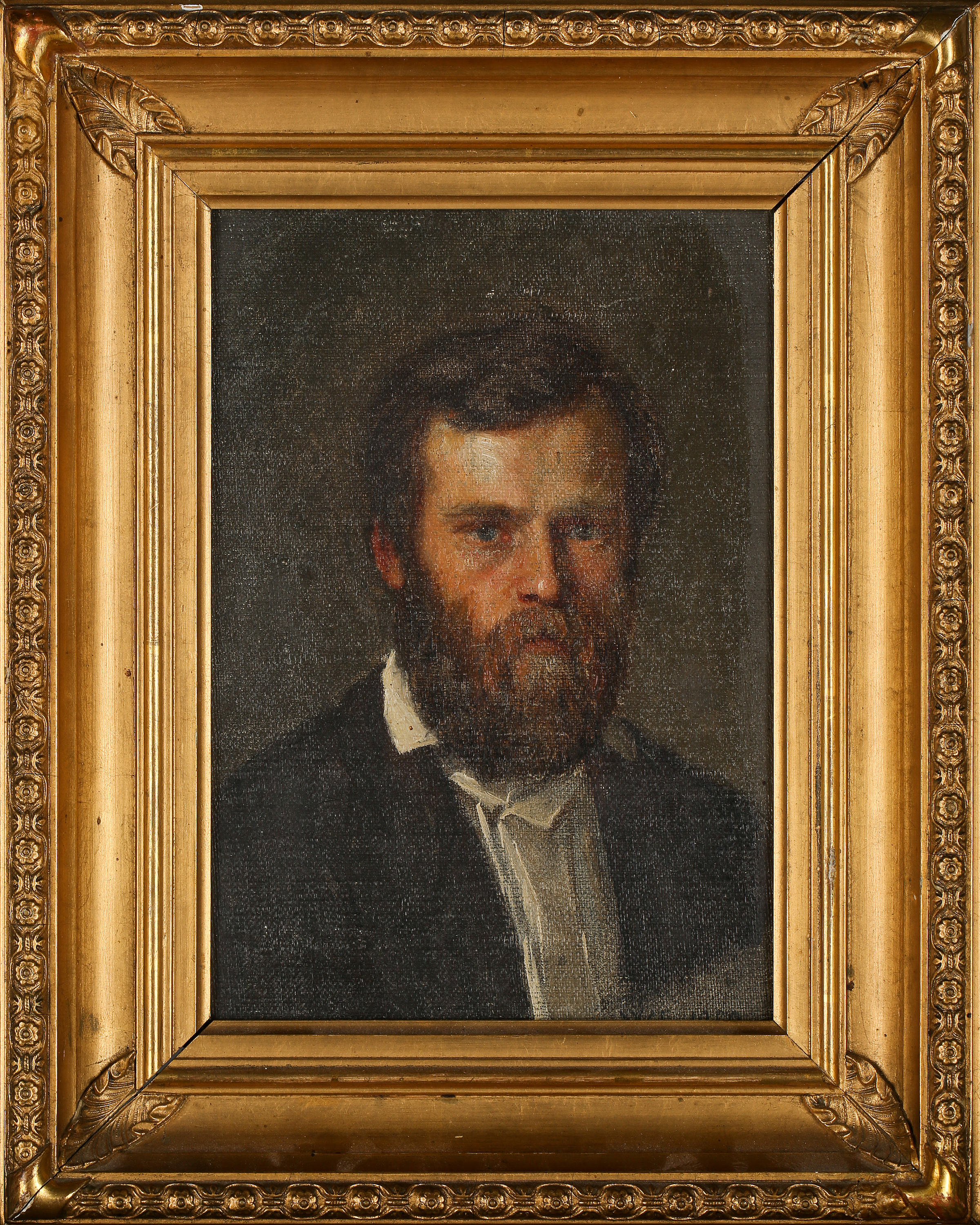
Porträtt, olja på duk, signerad och daterad 1859.
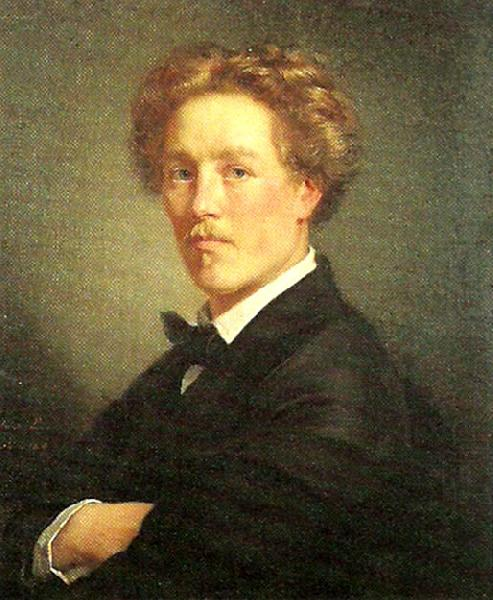
August Malmström (1829-1901), konstnär och professor. Porträttet, oljemålningen, är signerad i Paris 1859 och föreställer August Malmström som ung.
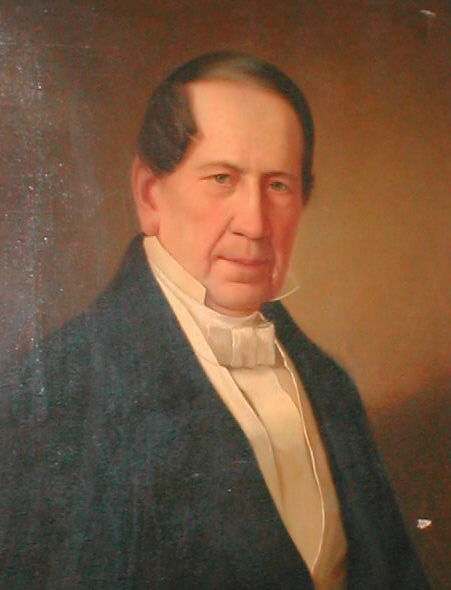
Lars Montén (1785-1872), grosshandlare och stearinljusfabrikör. Porträttet, oljemålningen, utförd före 1872.
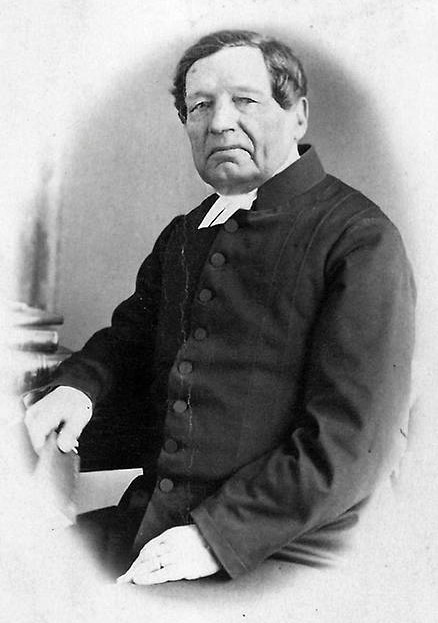
Wilhelm Gustaf Gumælius (1789-1877), präst, författare och riksdagsman i Örebro. Fotograferad före 1877.